# Cedmon z Whitby
Cedmon z Whitby (staroang. Cædmon, VII wiek) – pierwszy znany z imienia poeta staroangielski żyjący w Northumbrii, święty Kościoła katolickiego.
Cedmon z Whitby jest autorem „The Hymn of Creation” (Hymn Stworzenia). Wiersz ten, który można znaleźć na marginesach niektórych egzemplarzy Historia ecclesiastica gentis Anglorum autorstwa Bedy Czcigodnego, jest najstarszym zachowanym tekstem w staroangielskim. Chociaż Cædmonowi przypisuje się autorstwo wielu tekstów, tylko liczący sobie 9 wersów „The Hymn of Creation” jest bezsprzecznie jego dziełem. Zmarł między 676 a 680 rokiem.

## The Hymn of Creation
| transkrypcja staroangielskiego tekstu  | tłumaczenie na współczesny angielski                |
| -------------------------------------- | --------------------------------------------------- |
| Nu scylun hergan hefaenricaes uard     | Now we should praise the heaven-kingdom's guardian, |
| metudæs maecti end his modgidanc       | the measurer's might and his mind-conception,       |
| uerc uuldurfadur sue he uundra gihuaes | work of the glorious father, as he each wonder,     |
| eci dryctin or astelidæ                | eternal Lord, instilled at the origin.              |
| he aerist scop aelda barnum            | He first created for men's sons                     |
| heben til hrofe haleg scepen           | heaven as a roof, holy creator;                     |
| tha middungeard moncynnæs uard         | then, middle-earth, mankind's guardian,             |
| eci dryctin æfter tiadæ                | eternal Lord, afterward made                        |
| firum foldu frea allmectig             | the earth for men, father almighty.                 |